# Princeps senatus
Der Princeps senatus (lat., dt. etwa Erster des Senats, Plural principes senatus) war während der römischen Republik ein besonders angesehenes Senatsmitglied.
Der princeps senatus war nicht der Vorsitzende des römischen Senats, dem jeweils der höchstrangige anwesende Magistrat, zumeist ein Consul, vorstand, sondern er war der Meinungsführer des Gremiums. In der Regel war der princeps senatus ein ehemaliger Consul, oftmals ein früherer Censor, der besonders großes Prestige besaß und daher als Erster um seine Meinung gebeten wurde. Er wurde aus den Reihen der patrizischen Senatoren mit konsularischem Rang ausgewählt. Die wichtigste offizielle Funktion bestand im ersten Platz bei der formellen Stimmabgabe der Senatoren. Mit seiner Stimmabgabe (sententia) konnte der princeps senatus die der rangniedrigeren Senatoren beeinflussen. Auch sonst dürfte er einen großen, aber nicht formal fassbaren Einfluss im Senat gehabt haben.
Obwohl es kein Amt im cursus honorum war und kein imperium besaß, brachte diese Funktion dem Inhaber ein hohes Ansehen und war ein Ausdruck von auctoritas. Die Stellung wurde am Anfang der Amtszeit der Censoren von ihnen interimistisch übernommen, sie konnten entweder den vorherigen princeps bestätigen, den rangältesten Censor oder einen anderen Censor benennen.
Die typischen Aufgaben eines modernen Parlamentspräsidenten, wie die Eröffnung und Schließung der Sitzungen des Senats, die Festlegung der Tagesordnung und des Sitzungsorts, die Einhaltung der Geschäftsordnung usw., oblag offiziell dem Beamten, der den Senat einberief, doch könnte auch hier der princeps senatus durch seine auctoritas Mitbestimmungsmöglichkeiten gehabt haben. Die Stellung eines princeps senatus ist vom 3. Jahrhundert v. Chr. bis zur Zeit Sullas belegt. Kaiser Pertinax trug den republikanischen Titel demonstrativ in Abgrenzung zum absolutistischen Regime seines Vorgängers Commodus. Noch in der Spätantike wurde der Titel an Senatoren wie Quintus Aurelius Symmachus verliehen; zu dieser Zeit sprach man alternativ auch vom caput senatus („Haupt des Senats“). Unter dieser Bezeichnung ist die Position noch unter Theoderich dem Großen belegt.

## Unvollständige Liste vonprincipes senatusder Republik
- 220 v. Chr. (?) – Lucius Cornelius Lentulus Caudinus
- 214 v. Chr. – Marcus Fabius Buteo
- 209 v. Chr. – Quintus Fabius Maximus Verrucosus
- 199 v. Chr. – Publius Cornelius Scipio Africanus
- 184 v. Chr. – Lucius Valerius Flaccus
- 179 v. Chr. – Mamercus Aemilius Lepidus
- 147 v. Chr. – Publius Cornelius Scipio Nasica Corculum
- 142 v. Chr. – Publius Cornelius Scipio Nasica Corculum
- 136 v. Chr. – Appius Claudius Pulcher (unsicher)
- 131 v. Chr. – Lucius Cornelius Lentulus Lupus
- 125 v. Chr. – Publius Cornelius Lentulus
- 115 v. Chr. – Marcus Aemilius Scaurus[2]
- 086 v. Chr. – Lucius Valerius Flaccus
- 070 v. Chr. – Mamercus Aemilius Lepidus Livianus
- 043 v. Chr. – Marcus Tullius Cicero (kein Patrizier)
- 028 v. Chr. – Imperator Caesar Divi filius (der spätere Augustus)